# Amtsgericht Erbendorf

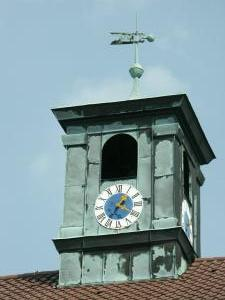
Dachreiter auf dem Gebäude des ehemaligen Amtsgerichts (2003)

Das Amtsgericht Erbendorf war ein von 1879 bis 1929 bestehendes bayerisches Gericht der ordentlichen Gerichtsbarkeit mit Sitz in der Stadt Erbendorf.
Anlässlich der Einführung des Gerichtsverfassungsgesetzes am 1. Oktober 1879 errichtete man ein Amtsgericht zu Erbendorf, dessen Sprengel aus dem vorigen Landgerichtsbezirk Erbendorf gebildet wurde und somit aus den Ortschaften Altenstadt, Atzmannsberg, Bärnhöhe, Bernstein, Burggrub, Erbendorf, Friedenfels, Grötschenreuth, Guttenberg, Hauxdorf, Helmbrechts, Hessenreuth, Hohenhard, Krummennaab, Lochau, Naabdemenreuth, Neuenreuth, Pfaben, Poppenreuth, Reuth bei Erbendorf, Röthenbach, Schadenreuth, Siegritz, Thumsenreuth, Trautenberg, Trevesen, Wetzldorf, Wildenreuth und Zwergau zusammengesetzt war. Übergeordnete Instanzen waren das Landgericht Weiden und das Oberlandesgericht Nürnberg.
Mit Wirkung vom 1. Oktober 1929 wurde das Amtsgericht Erbendorf aufgehoben und dessen Bezirk wie folgt aufgeteilt:
- Dem Amtsgericht Kemnath wurden die damaligen Gemeinden Atzmannsberg, Guttenberg, Hessenreuth, Lochau, Schadenreuth, Trevesen und Zwergau zugewiesen,
- an das Amtsgericht Neustadt an der Waldnaab gingen die Orte Altenstadt, Bernstein, Burggrub, Erbendorf, Grötschenreuth, Hauxdorf, Krummennaab, Naabdemenreuth, Neuenreuth, Pfaben, Reuth bei Erbendorf, Röthenbach, Siegritz, Thumsenreuth, Trautenberg, Wetzldorf sowie Wildenreuth und
- dem Amtsgericht Waldsassen wurden die Gemeinden Bärnhöhe, Friedenfels, Helmbrechts, Hohenhard und Poppenreuth zugeteilt.